# Crimen ferpecto
Crimen ferpecto is een Spaanse film uit 2004, geregisseerd door Álex de la Iglesia.

## Verhaal
Rafael werkt als verkoper van vrouwenkleding in een warenhuis in Madrid. Rafael aast op een managementpositie binnen het warenhuis, maar de positie wordt vergeven aan zijn collega Don Antonio, verkoper van herenkleding. Don Antonio ontslaat Rafael, wat leidt tot een gevecht tussen de beide mannen waarin Rafael per ongeluk Don Antonio doodt. Lourdes, een van de verkoopsters, is getuige en helpt Rafael het lijk te verbranden in een oven. Wanneer de politie op onderzoek uitgaat, biedt Lourdes zich aan als Rafaels alibi. Rafael wordt vervolgens benoemd voor de managementpositie. Lourdes begint Rafael te chanteren en eist van hem dat hij een relatie met haar aangaat, en uiteindelijk met haar trouwt. Rafael wordt steeds wanhopiger, en uiteindelijk bedenkt hij een oplossing. Hij veroorzaakt brand in het warenhuis, waarbij hij zijn eigen dood in scène zet. Vijf jaar later zien we Rafael die met een valse identiteit een winkel is gestart die sokken en stropdassen verkoopt. Lourdes is een eigen kledinglijn gestart en is miljonair geworden.

## Rolverdeling
| Acteur           | Personage           |
| ---------------- | ------------------- |
| Guillermo Toledo | Rafael González     |
| Mónica Cervera   | Lourdes             |
| Luis Varela      | Don Antonio Fraguas |
| Enrique Villén   | Comisario Campoy    |
| Fernando Tejero  | Alonso              |
| Javier Gutiérrez | Jaime               |
| Kira Miró        | Roxanne             |
| Rosario Pardo    | Señora despistada   |

## Ontvangst

### Recensies
Op Rotten Tomatoes geeft 85% van de 53 recensenten de film een positieve recensie, met een gemiddelde score van 7,13/10. Metacritic komt tot een score van 68/100, gebaseerd op 21 recensies.

### Prijzen en nominaties (selectie)
| Jaar | Prijs                                  | Categorie                | Genomineerde                                      | Resultaat   |
| ---- | -------------------------------------- | ------------------------ | ------------------------------------------------- | ----------- |
| 2005 | Premios Goya (19de uitreiking)         | Beste acteur             | Guillermo Toledo                                  | Genomineerd |
| 2005 | Premios Goya (19de uitreiking)         | Beste mannelijke bijrol  | Luis Varela                                       | Genomineerd |
| 2005 | Premios Goya (19de uitreiking)         | Beste debuterend actrice | Mónica Cervera                                    | Genomineerd |
| 2005 | Premios Goya (19de uitreiking)         | Beste productieontwerp   | Juanma Pagazaurtundua                             | Genomineerd |
| 2005 | Premios Goya (19de uitreiking)         | Beste geluid             | Sergio Bürmann, Jaime Fernández, Carlos Schmukler | Genomineerd |
| 2005 | Premios Goya (19de uitreiking)         | Beste speciale effecten  | Juan Ramón Molina, Félix Bergés                   | Genomineerd |
| 2005 | Europese filmprijzen (18de uitreiking) | Beste regisseur          | Álex de la Iglesia                                | Genomineerd |
| 2005 | Festival du Film Policier de Cognac    | Grand Prix               | Crimen ferpecto                                   | Gewonnen    |